# 田向星華
田向 星華（たむかい せいか、2001年〈平成13年〉8月28日 - ）は、日本のファッションモデル、タレント。大阪府出身。Churros所属。ティーン向けファッション雑誌Popteen3期生元レギュラーモデル。Happie nuts専属モデル。愛称は、せいせい。夫はbadhopのYZERR &T-Pablowの兄であるマサ。

## 人物
- 趣味は、釣り、魚を捌くこと、ゲーム、散歩、メイク、ヘアアレンジ。
- 目鼻立ちがはっきりとした顔立ちで、よくハーフと間違えられる。

### 私生活
- 2025年4月2日、前年9月に結婚し、第1子を妊娠していることを報告した[2]。

## 出演

### Web･MV
- 恋する♥週末ホームステイ シーズン2（2017年10月24日 - 12月26日、ABEMA）
- Popteenカバーガール戦争（2018年12月14日 - 2019年2月22日、ABEMA）
- 恋する♥週末ホームステイ シーズン10（2019年10月29日 - 12月31日、AbemaTV）
- 恋する♥週末ホームステイ LASTTEEN（2020年8月4日 - 8月18日、ABEMA）
- one more kiss by 恋する♥週末ホームステイ[3]（2021年8月10日 - 8月24日、ABEMA）
- シェアリーハウス☆
- ヤングスキニー 「ゴミ人間、俺」（2023年4月5日、YouTube）

### イベント
- KANSAI COLLECTION（京セラドーム大阪）
  - 2019 S/S（2019年3月17日）・A/W（2018年8月29日）
  - 2021 S/S（2021年3月7日）・A/W（2021年9月5日）
  - 2022 S/S（2022年3月5日）
- NARA COLLECTION
  - 2019（2019年1月12日）
  - 2021（2021年8月8日）
  - 2022 S/S（2022年4月3日）
- KOBE COLLECTION
  - 2020 A/W（2022年10月18日）
  - 2021（2021年6月19日）
  - 2022 A/W（2022年9月23日）
  - 2023 S/S[4]（2023年4月15日）
- SAPPORO COLLECTION
  - 2022 S/S（2022年5月29日）
- TGC teen
  - 2022 Osaka[5]（2022年8月11日）
- Tokyo Street Collection 2019（2019年5月3日、パシフィコ横浜）
- JAPANMODELS 2019（2019年5月5日）
- FASHION LEADERS
  - 2018 S/S（2018年5月20日）・A/W（2018年12月9日）
  - 2019 S/S（2019年5月12日）・A/W（2020年1月5日）
- シンデレラフェス（さいたまスーパーアリーナ）
  - vol.6（2019年4月3日）
  - vol.9（2022年3月30日）
- ヴィーナスフェス
  - 2019 OSAKA（2019年7月23日）
  - 2020 OSAKA（2020年10月20日）
  - 2021 OSAKA（2021年9月27日）・TOKYO（2021年10月3日）
- YouTube「PreTV」 2019
  - ハライチのYAMi出演、ギャル漫才  2022

### テレビ･ラジオ
- ギャルいかがですか（2022年3月28日）
- 釣りうぇ～ぶ（2022年10月28日・2023年1月6日、釣りビジョン）
- 釣りたガール！濃いめ（2023年9月10日・2023年10月15日、関西テレビ）
- じっくり聞いタロウ（2024年7月26日、テレビ東京）

### モデル
- Happie nuts [6]（2021年8月 -）-専属モデル
- Popteen（2018年12月 - 2020年3月）- Popteen3期生元レギュラーモデル
- ファッションブランド「&rere」
- ヴィーナスアカデミー [7]- イメージモデル
- カラーコンタクト 「Star muses」[8] - モデル/プロデュース
- 週刊プレイボーイ [9]（2022年2月21日）
- モデルプレス ミスモデルプレス・ミスターモデルプレス グランプリ FINAL モデルオーディション - 広告モデル